# Escándalo de la Polla Gol
El escándalo de la Polla Gol fue el nombre dado a un escándalo deportivo de influencia arbitral basado en un reportaje del programa chileno Informe especial emitido el 12 de agosto de 1986, el cual reveló que existían árbitros que arreglaban fraudulentamente partidos del fútbol chileno para obtener el premio máximo de la Polla Gol.

## Inicio
El 23 de diciembre de 1975 se publicó en el Diario Oficial de la República de Chile el Decreto Ley N.º 1.298 del Ministerio de Hacienda, que creó este sistema de Pronósticos Deportivos, cuyo lanzamiento fue el 4 de abril de 1976. Su finalidad declarada era entregar fondos a la Dirección General de Deportes y Recreación (Digeder, hoy Ministerio del Deporte), los cuales se transformarían en recintos deportivos y financiamiento de deportistas. Trataba de apostar la victoria de los 13 partidos de fútbol de cartilla, que tradicionalmente eran 10 de la Primera División de Chile y 3 de la Primera B (en entonces, Segunda División).
La creación del sistema de apuestas generó un boom apostador en el pueblo chileno, que sumado al buen momento de la economía chilena, entregaba premios cercanos a los 500 mil dólares.

## Ñublense vs Colo-Colo (1978)
| "El entusiasmo de un Ñublense motivado y el esfuerzo de un Colo-Colo ansioso de rehabilitarse dieron como producto un partido excelente. Ñublense, simple y profundo en su juego, aprovechó su superioridad en mediocampo para poner en zozobra constante a Nef, a la larga una de las grandes figuras del partido. Cuando Colo-Colo parecía haberse afianzado y buscaba afanosamente la igualdad, quedó en inferioridad numérica. Y cuando se había sobrepuesto a eso y luchaba con mayores bríos, fue sancionado con un penal inexistente. Pero ni siquiera así se doblegó."—Mario Landa en Estadio en septiembre de 1978. |

El 10 de septiembre de 1978 se jugó el partido entre Ñublense y Colo-Colo, válido por la 23° fecha del torneo de Primera División de 1978. Previo al partido, a las 10:45 de la mañana, fallece víctima de un cáncer el entrenador del club chillanejo Nelson Oyarzún. El mensaje del entrenador en su agonía fue «Pídele al plantel, que, si mañana algo me pasa, luchen con el mismo corazón y voluntad que tuvieron en todos los partidos». Por su parte, el equipo albo tenía una irregular campaña, que le costó el puesto de entrenador a Sergio Navarro, siendo reemplazado por Alberto Fouillioux.
El partido correspondía al número 1 de la cartilla correspondiente al sorteo 126 de la Polla Gol. La revista Estadio señalaba como favorito al visitante, así como también el conocido «Mago de la Polla Gol» Miguel Jacob Helo.
El partido, celebrado a las 16:00 en el Estadio Municipal de Chillán, contó con el arbitraje de Víctor Ojeda. A los 18 minutos, luego de una dudosa falta, Francisco Cuevas abre el marcador para los locales. A los 41 minutos, luego de una fuerte falta, el zaguero albo Marcelo Pacheco fue expulsado por el árbitro, siendo dicha decisión resistida por el equipo visita, desencadenando un pugilato entre Mario Cerendero y Raúl Ormeño, siendo ambos jugadores también expulsados de la cancha.
A los 7 minutos del segundo tiempo, el puntero de Ñublense Sergio Muñoz se filtró en el área contraria, siendo marcado por dos jugadores del equipo albo, que le quitaron el balón rozando al jugador chillanejo. Ante la sorpresa de los jugadores y el público, el árbitro Ojeda señaló falta penal, la cual fue convertida por Sergio Aballay. A los 15 minutos, Carlos Caszely descontó para la visita, estructurando el resultado final con victoria local 2:1.
| Primera División de 1978, fecha 23°; 10 de septiembre de 1978 | Ñublense                        | 2:1 (1:0) | Colo-Colo   | Estadio Municipal, Chillán |                          |
|                                                               | Cuevas 18' · Aballay 54' (pen.) | Reporte   | 70' Caszely | Árbitro(s): Víctor Ojeda   | Árbitro(s): Víctor Ojeda |

## Sorteo 126 de la Polla Gol
La noche del 10 de septiembre de 1978 se anunció que había un ganador del sorteo 126 de la Polla Gol, quien había obtenido la suma de 17 956 338,40 pesos chilenos, alrededor de 500 mil dólares de la época. Dos días después, se logró rastrear la cartilla ganadora, N° 526.023, que se había jugado en la agencia santiaguina 1740, ubicada en Alameda 2863. La agencia resultó pertenecer al árbitro Víctor Ojeda.
Tras la revelación de dicha información, cayeron críticas por parte de jugadores y dirigentes de Colo-Colo, además de periodistas como Julio Martínez. En su defensa, el árbitro indicó ser un chivo expiatorio de la derrota, defendiendo además sus labores privadas. Además, fue defendido por el portavoz oficial de la Polla Gol, que declaró la inexistencia de alguna prohibición entre las labores de dueño de agencia del juego y protagonistas del deporte.
Además, en esa fecha jugaron Unión Española vs. Palestino, en el llamado Clásico de colonias. El cuadro tetracolor tenía un récord de 44 fechas invicto, perdió 2-1 ante su rival, con muchas críticas por el arbitraje de Guillermo Budge, quien habría cobrado un penal inexistente a favor del cuadro hispano.
Cartilla sorteo N. ° 126
| N° | Local | Local                | E | Visita              | Visita |
| -- | ----- | -------------------- | - | ------------------- | ------ |
| 1  |       | Ñublense             |   | Colo-Colo           |        |
| 2  |       | Universidad Católica |   | Audax Italiano      |        |
| 3  |       | Green Cross          |   | Deportes Concepción |        |
| 4  |       | Lota Schwager        |   | Santiago Morning    |        |
| 5  |       | Deportes Aviación    |   | O'Higgins           |        |
| 6  |       | Everton              |   | Cobreloa            |        |
| 7  |       | Unión Española       |   | Palestino           |        |
| 8  |       | Huachipato           |   | Rangers             |        |
| 9  |       | Universidad de Chile |   | Coquimbo Unido      |        |
| 10 |       | Regional Antofagasta |   | Deportes La Serena  |        |
| 11 |       | San Antonio Unido    |   | Deportes Colchagua  |        |
| 12 |       | Deportes Ovalle      |   | Magallanes          |        |
| 13 |       | Trasandino           |   | Santiago Wanderers  |        |

El plazo para cobrar el premio vencía el 15 de septiembre de 1978. Un día antes, se señaló que el ganador era una supuesta sociedad de apostadores que llevaban muchas cartillas en la misma agencia, sin recordar los encargados de la agencia quién o quiénes podían ser. Cumplido el plazo, nadie supo quien fue el ganador o ganadores, quienes cobraron su premio en el más absoluto secreto. Los medios especularon que el seudónimo en la cartilla podría significar una sigla.

## Reportaje deInforme especial
El jueves 7 de junio de 1984 a las 22:30 se estrena por la pantalla de TVN el programa de reportajes Informe especial, siendo presentado por Juan Guillermo Vivado. Un programa periodístico, que logró tanto éxito que fue cambiado a horario estelar. En su tercera temporada, durante la emisión del jueves 12 de agosto de 1986 emitieron el reportaje «Viaje al submundo de los árbitros», realizado por el periodista Guillermo Muñoz, que tenía como leit motiv el dar a conocer el ambiente de los árbitros, teniendo como inspiración algunos controvertidos arbitrajes en el Mundial de 1986. En la parte final del trabajo, apareció en pantalla el exárbitro Robinson Luengo, retirado del referato en 1981, que señaló:

Se me pidió que un equipo empatara. Fue como que se viniera un cerro encima. Me causó graves trastornos (...) Primero pensé que era una broma. Pero, una vez terminado el partido, me llamaron la atención por que el resultado no era el pedido. Ahí me di cuenta que era algo real. (Esa proposición nace) de la ACF completa. Lo voy a embarcar más. Gente de los árbitros (...) La persona que me pidió que este partido terminara en empate indudablemente habló en nombre de otras personas, más arriba de él.
Robinson Luengo en Informe especial

Tras la negativa de Luengo a dichas acciones, sus calificaciones arbitrales comenzaron a descender de forma irremediable, hasta lograr su retiro de la actividad. Inclusive, en su calidad de ingeniero en informática, Luengo fue encargado por años de traspasar a planillas computarizadas las calificaciones arbitrales tras cada partido, recibiendo órdenes de sus superiores para alterarlas. El también árbitro Rafael Hormazábal, en su testimonio señaló:

El año que murió (Nelson) Oyarzún hubo un arreglo en la Polla Gol por parte de algunas personas ligadas al arbitraje. El 95% de los árbitros conocen esto y no solo a nivel del arbitraje: hay periodistas que lo saben.
Rafael Hormazábal en Informe especial.

El reportaje se centró en el ya olvidado Sorteo 126 de la Polla Gol del fin de semana del 9 y 10 de septiembre de 1978. Según el programa, el premio de dicho sorteo lo había ganado una sociedad arbitral, varios de ellos dirigentes del gremio referil. Esto luego fue confirmado en cámara por el también árbitro Walter Krauss.

## Consecuencias del reportaje
Al día siguiente, el tema explotó en los medios chilenos. Comenzaron a informar sobre las ramificaciones que tendrían las acusaciones, mientras que el periodista Guillermo Muñoz decidió no convertirse en el centro de la noticia. Los árbitros reaccionaron indignados en los medios, con declaraciones por parte del Sindicato de Árbitros negando cualquier ilícito y conminando al presidente de la ACF Miguel Nasur a abrir una investigación. En el programa Zoom deportivo, Pedro Carcuro entrevistó al presidente del sindicato Ricardo Valenzuela, quien reiteró su total apertura para investigar las acusaciones. Hubo un silencio total por parte del presidente del Comité de Árbitros, Adolfo Reginato.[cita requerida]
Luego, el mismo sindicato interpuso una querella por injurias y calumnias en contra de los denunciantes, acciones que no prosperaron. Por su parte, el árbitro Gastón Castro señaló a la revista Triunfo:[cita requerida]

Adolfo Reginato hacía sociedades grandes para jugar a la Polla Gol, y lo más probable es que se haya ganado muchas veces. Pero afirmar que involucró a árbitros en eso es una canallada.[cita requerida]

Días después, con el atentado contra Augusto Pinochet, el tema del arbitraje dejó de ser tópico para los medios de comunicación. El escándalo no tuvo mayor repercusión, Víctor Ojeda continuó dirigiendo y no existieron consecuencias legales para los involucrados.

## Trama de los amaños
Años después se logran atar los cabos sueltos que logran determinar el sistema, con plazos e involucrados. Durante 1978, Adolfo Reginato y Alberto Martínez crearon una sociedad para apostar a la Polla Gol, utilizando la agencia de propiedad del también árbitro Víctor Ojeda. Ojeda con Reginato eran cercanos, puesto que el segundo fue profesor de Ojeda en la Facultad de Química y Farmacia de la Universidad de Chile. Elaboraban una cartilla con tres triples, siete partidos lógicos y 3 partidos en que se reservaban resultados poco probables, como derrotas de equipos favoritos en condición de local o victorias de equipos colistas. Con el fin de asegurar dichos resultados, se designaban árbitros de confianza o involucrados en la sociedad.
Los árbitros conocían el sistema. Aquellos que obedecían las indicaciones, trepaban en sus carreras; por el contrario, quienes no lo hacían recibían bajas calificaciones y terminaban siendo marginados de su trabajo.
El sistema daba resultado de forma esporádica. Sin embargo, cuando lo daba, era con premios altos. La sociedad OREMA (seudónimo utilizado por Ojeda-Reginato-Martínez) ganó al menos en 4 ocasiones las Polla Gol entre los años 1978 y 1982. Solo se conoce el monto del sorteo 126.
La prensa estaba alertada del funcionamiento del sistema. En 1981, el diario La Tercera, publicante de un suplemento sobre el concurso, comenzó la investigación del tema. Con el material ya recopilado, el director del diario de aquella época, Alberto Guerrero, recibió la visita de Adolfo Reginato, con la finalidad de detener el reportaje. Inclusive, Reginato amenazó con suicidarse si dicho reportaje era publicado. El reportaje no fue publicado por el diario.
Finalmente, nunca se condenó a nadie involucrado. Tanto Martínez como Reginato fallecieron, mientras que Ojeda siguió con su carrera arbitral hasta 1992. Con motivo de su retiro, dio una entrevista a la revista Minuto 90, donde señaló:

(...) Hubo una denuncia de que se habían arreglado unos resultados en una oportunidad en que hubo un solo ganador (de la Polla Gol) con 13 puntos y la cartilla fue jugada en mi agencia. ¿Sabe que eso me llevó incluso a presentar mi renuncia como agente?... Y la gente de la Polla me contestó; «Oiga, cómo se le ocurre que vamos a aceptar su renuncia por esta acusación absurda. Si usted hubiera querido arreglar un resultado, no lo iba a hacer en su propia agencia, porque podía apostar en cualquier parte. Tan tonto no lo creemos, así que quédese tranquilo». (...) Todos los supuestamente implicados quedamos absolutamente libres de polvo y paja. Porque no había nada y porque quien hizo la denuncia fue un comprobado mitómano, a quién por algo le pidieron su renuncia por falsear el informe de un partido que dirigió.